# Pätzer Kiesgrube
Das Naturschutzgebiet Pätzer Kiesgrube liegt auf dem Gebiet der Gemeinde Bestensee im Landkreis Dahme-Spreewald in Brandenburg. Es gehört zum Naturpark Dahme-Heideseen.
Das Gebiet mit der Kennnummer 1220 wurde mit Verordnung vom 5. März 2002 unter Naturschutz gestellt. Das rund 15,5 ha große Naturschutzgebiet erstreckt sich südlich von Pätz, einem Ortsteil von Bestensee. Östlich des Gebietes verläuft die B 179 und westlich die A 13. Nördlich erstreckt sich der Pätzer Vordersee und westlich das rund 462 ha große Naturschutzgebiet Pätzer Hintersee mit dem Pätzer Hintersee.

## Naturschutzgebiet
Die Verordnung über das Naturschutzgebiet beinhaltet als Schutzzweck unter anderem:

„[…] als Lebensraum wildlebender Pflanzengesellschaften, insbesondere licht- und wärmeexponierter Standorte, wie Sandfluren, Trockenrasen, Gehölz- und Waldbestände, sowie mesotropher Gewässer, Verlandungsröhrichte und Vorwälder der Feuchtgebiete […] als Lebensraum wildlebender Tierarten, insbesondere der an nährstoffarme, halboffene und strukturreiche Lebensräume angepassten Vogelarten, Insekten sowie Lurche und Kriechtiere […] der Lebensräume und Vorkommen von nach § 20a Abs. 1 Nr. 7 und 8 des Bundesnaturschutzgesetzes besonders geschützten Pflanzenarten, wie Steif- und Breitblättriges Knabenkraut, Sumpf-Sitter, Astlose Graslilie und Sand-Strohblume […] der Lebensräume von nach § 20a Abs. 1 Nr. 8 des Bundesnaturschutzgesetzes besonders und streng geschützten Tierarten, wie Eisvogel, Uferschwalbe, Brachpieper, Heidelerche, Flußregenpfeifer, Ringelnatter, Zauneidechse, mehrere Amphibienarten, Walker, Große und Kleine Königslibelle, Blauflüglige Ödlandschrecke und Blauflüglige Sandschrecke […] aus ökologischen Gründen, insbesondere die Erhaltung von ehemaligen Rohboden-Aufschlüssen für Sukzessionsabläufe auf Feucht- und Trockenstandorten“